# Негреско, Анри
Анри Александр Негреско (фр. Henri Alexandre Negresco, урождённый Александру Негреску, рум. Alexandru Negrescu; 14 марта 1870, Бухарест — 14 мая 1920, Париж) — первый владелец знаменитого отеля «Негреско» в Ницце.
Негреско родился в семье трактирщика в Бухаресте. В 15 лет он покинул свою родину и отправился сначала в Париж, а затем на Французскую Ривьеру, где сделал карьеру, став управляющим казино «Муниципаль» в Ницце. Его мечтой было построить в Ницце фешенебельную гостиницу только для самых состоятельных постояльцев. Идею создания роскошного отеля-дворца поддержал своими средствами французский предприниматель Александр Даррак. Знаменитый отель, получивший его имя, открылся на Английской набережной в Ницце в 1912 году. Однако слава «Негреско» продлилась лишь до начала Первой мировой войны. В связи с финансовыми трудностями Анри Негреско был вынужден продать своё детище незадолго до своей смерти.